# 背风群岛

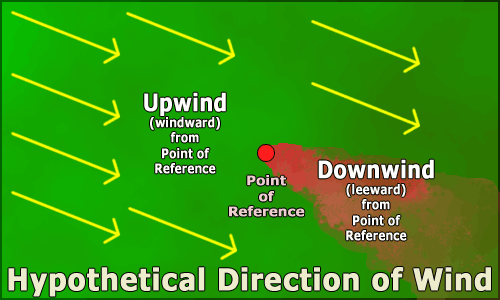

背风群岛（英語：Leeward Islands），位于加勒比海东北部与大西洋西部的交汇处。始于波多黎各东部的维尔京群岛，向东南延伸至瓜德罗普及其附属岛屿。在英语中，背风群岛指的是小安的列斯群岛岛链中的北部岛屿。岛链的南部，则是从多米尼加开始的向风群岛。多米尼加最初被认为是背风群岛的一部分，但在1940年从英属背风群岛划归到了英属向风群岛。

## 命名由来
背风群岛名字的由来，可以追溯到几个世纪以前，当时帆船是横渡大西洋的唯一交通工具。在航海术语中，“向风”表示迎着风源的方向（逆风），而“背风”表示相反的方向（顺风）。西印度群岛盛行从东北方向吹出的信风。因此，从英属黄金海岸和几内亚湾出发的帆船，在信风的驱动下，通常会先到达多米尼克和马提尼克，它们是最靠近风源的岛屿。多米尼克和马提尼克，也成为向风群岛和背风群岛之间的粗略分界线。
早期的西班牙殖民者称波多黎各和其西部的岛屿为“Sotavento”，意为“背风”。波多黎各南部和东部的岛屿则被称为“Islas de Barlovento”，意为“向风”。当英国控制了小安的列斯群岛中大部分岛屿后，他们将安提瓜、蒙特塞拉特和北部的岛屿称为背风群岛。瓜德罗普和南部的岛屿则被称为向风群岛。再后来，马提尼克以北的所有岛屿都被称为背风群岛。多米尼加最初被认为是背风群岛的一部分，但在1940年被英国划归到了向风群岛。
然而，在除英语以外的语言中，尤其是荷兰语、法语和西班牙语，从维尔京群岛到特立尼达和多巴哥的所有小安的列斯群岛都被称为向风群岛（荷兰语中称为Bovenwindse Eilanden，法语中称为Îles du Vent，西班牙语中称为Islas de Barlovento）。ABC群岛和委内瑞拉海岸沿线的其他岛屿（在英语中被称为背风安的列斯群岛），在除英语以外的语言中被称为背风群岛。

## 地理
这些岛屿主要由小安的列斯群岛俯冲带的火山形成。其中一些火山仍然很活跃。蒙特塞拉特在1990年代以及2009年至2010年间都发生过引人注目的火山喷发。
最高峰是瓜德罗普岛的苏弗里耶尔火山，海拔1467米。

## 主要岛屿列表
背风群岛包括两个国家和十一块其他国家的海外领土，主要岛屿如下（从西北向东南）：
- 维尔京群岛：
  - 西属维尔京群岛：库莱布拉岛、别克斯岛（ 波多黎各；美国）
  -  美屬維爾京群島：圣托马斯岛、圣约翰岛、圣克罗伊岛、沃特岛（英语：Water Island, U.S. Virgin Islands）（美国）
  -  英屬維爾京群島：约斯特·范代克岛、托尔托拉岛、维尔京戈尔达岛、阿内加达岛（英国）
- （英国）
- 圣马丁岛（法国/荷兰）
  -  法属圣马丁
  -  荷屬聖馬丁
- （法国）
- （荷兰）
- （荷兰）
- 圣基茨和尼维斯
  - 圣基茨岛
  - 尼维斯岛
- 安地卡及巴布達
  - 安提瓜岛
  - 巴布达岛
  - 雷东达岛
- （英国）
- （法国）
  - 拉代西拉德岛
  - 桑特群岛
  - 玛丽-加朗特岛